# Villa Castelli, Argentina
Villa Castelli là một thị trấn nhỏ và trụ sở của Tổng General Lamadrid ở tỉnh La Rioja, tây bắc Argentina. Tính đến năm 2010, thị trấn có dân số 1.697.
Thị trấn có cự ly 140 km (87 mi) về phía tây của thành phố La Rioja, nó nằm ở chân của Sierra de Famatina, và sông Vichina chảy trong vùng lân cận.
Trong tháng 3 năm 2015, một vụ va chạm máy bay trực thăng trong thị trấn giết chết 10 người, ba người trong đó là vận động viên Olympia Pháp. 